# Neoribates rimosus
Neoribates rimosus är en kvalsterart som beskrevs av Suzuki 1978. Neoribates rimosus ingår i släktet Neoribates och familjen Parakalummidae. Inga underarter finns listade i Catalogue of Life.